# Haplaxius cocois
Haplaxius cocois är en insektsart som först beskrevs av Ronald Gordon Fennah 1945.  Haplaxius cocois ingår i släktet Haplaxius och familjen kilstritar. Inga underarter finns listade i Catalogue of Life.